# Mario Ciceri
Pour les articles homonymes, voir Ciceri.
Mario Ciceri, né le 8 septembre 1900 et mort le 4 avril 1945, est un prêtre catholique italien, vénéré comme bienheureux par l'Église catholique. Il est fêté le 14 juin.

## Biographie

### Jeunesse
Mario Ciceri est le quatrième des six enfants de Luigi Ciceri et Colomba Vimercati, modestes paysans. Lorsque la nièce de Luigi meurt, ils accueilleront en plus ses treize enfants. Mario Ciceri grandit donc dans une famille très nombreuse, et religieuse. Il fait sa confirmation en 1908 et sa première communion en 1910. Il assiste chaque jour à la messe et sert comme enfant de chœur. A huit ans, Mario déclare à ses parents qu'il souhaite devenir prêtre. 
À 11 ans, Mario est envoyé au Collège Gervasoni de Valnegra, près de Bergame. Il se distingue tant pour sa persévérance dans les études qu'on lui donne une bourse. En 1912, il intègre le petit séminaire de Milan. Toutefois, sa famille ne peut subvenir aux frais de ses études. À 18 ans, Mario Ciceri devient surveillant d'un collège, afin de financer une partie de son séminaire.

### Vicaire
Le 14 juin 1924, Mario Ciceri est ordonné prêtre dans le Duomo de Milan, par le cardinal Eugenio Tosi. Il est dès lors envoyé comme vicaire à la paroisse Sant’Antonino martire à Sulbiate, plus précisément dans la frazione de Brentana. Dans cette localité était déjà implanté la maison mère d'une nouvelle communauté religieuse : la Famille du Sacré-Cœur, fondée par mère Laura Baraggia (vénérable depuis 2016). Sur son lit de mort, elle avait prié pour qu'un saint prêtre vienne à Sulbiate.
Don Mario Ciceri fut plus précisément chargé de l'oratoire, structure qui encadrait tous les enfants du pays. Il leur fait le catéchisme, leur apprend la liturgie, organise des activités sportives et monte une chorale. Il fonde aussi dans sa paroisse l'Action catholique. De nombreux jeunes garçons dont il avait la charge décidèrent de devenir prêtre.
En plus de l'oratoire, il prêtait volontiers ses services aux pauvres gens et visitait chaque semaine les prisonniers et les malades. Il organisait aussi plusieurs retraites spirituelles par an. Malgré toutes ses activités, il passait plusieurs heures par jour dans l'église, dès qu'il le pouvait, pour prier. En plus de son rythme de vie, il s'ajoutait de nombreuses mortifications, comme il le relate lui-même dans son journal.
Au cours de la Seconde Guerre mondiale, il donne toujours plus de temps à ses jeunes, pour les soutenir. De plus, don Mario Ciceri risqua plusieurs fois sa vie en organisant la fuite de familles juives, et en protégeant certains de ses paroissiens recherchés par les fascistes.
Dans la soirée du 9 février 1945, il rentre à bicyclette après avoir passé plusieurs heures à confesser. Sur la route, il est renversé par un camion et reste plusieurs heures dans le fossé,  gravement blessé. Alors que toute la paroisse prie pour son rétablissement, don Mario Ciceri offre sa vie à Dieu : « Si le Seigneur veut ma pauvre vie, je lui offre volontiers, afin que finisse la guerre, afin que nos soldats rentrent chez eux, et afin que les pauvres pécheurs soient sauvés. ».
Après deux mois d'agonie sans se plaindre, don Mario Ciceri meurt le 4 avril 1945, âgé de 44 ans. Ses funérailles furent suivies par des centaines de personnes, et son cercueil fut porté par des jeunes de son oratoire.

## Vénération

### Béatification

#### Enquête sur les vertus
La cause pour la béatification de Mario Ciceri commence le 13 septembre 2003 à Milan. L'enquête canonique est soumise à la Congrégation pour les causes des saints en 2008. 
À la suite de l'avis positif des commissions romaines sur la sainteté de Mario Ciceri, le pape François reconnaît ses vertus héroïques le 1er décembre 2016, lui attribuant le titre de vénérable. 

#### Reconnaissance d'un miracle
Le 16 septembre 1975, une enfant de 7 ans est hospitalisée à Côme, à cause d'une malformation du côlon. Malgré deux interventions chirurgicales, l'état intestinal de la jeune fille empire et le 30 octobre 1975, on lui administre les derniers sacrements. Les médecins la considèrent perdue. La tante de la fillette lance une neuvaine à Mario Ciceri pour obtenir sa guérison. Elle lui applique aussi une relique de don Mario. Contre toute attente, l'état de santé de la jeune fille se rétablit totalement, et le 4 février 1976, elle peut sortir de l'hôpital en bonne santé.
L'enquête canonique menée par des médecins conclut à l'absence d'explication scientifique pour cette guérison soudaine et totale. À la suite de ces rapports, le pape François reconnaît comme authentique ce miracle attribué à l'intercession de Mario Ciceri le 23 novembre 2020, et signe le décret de sa béatification.
Il est solennellement proclamé bienheureux le 30 avril 2022, au cours d'une messe pontificale présidée par le cardinal Marcello Semeraro dans le Dôme de Milan. Au cous de cette même cérémonie, Armida Barelli a également été portée aux honneurs des autels.

### Culte
Le bienheureux Mario Ciceri est fêté le 14 juin, au rang de mémoire facultative. 
Le tombeau de Mario Ciceri est situé dans l'église Sant’Antonino Martire à Brentana di Sulbiate, près de l'autel de la Vierge.